# Ром, Жан-Франсуа
Жан-Франсуа Ром (фр. Jean-François Rome; 1773–1826) — французский военный деятель, бригадный генерал (1813 год), шевалье (1813 год), участник революционных и наполеоновских войн.

## Биография
Родился в семье Филиппа Рома (фр. Philippe César Benoît Rome; –1806) и его супруги Франсуазы Демёль (фр. Jeanne Françoise Desmeules; 1751–1826). Начал военную карьеру 25 августа 1792 года в звании младшего лейтенанта 8-го батальона волонтёров департамента Юра. Сражался в рядах Рейнской армии. 15 августа 1793 года стал капитаном штаба, и отличился в сражении 26-29 декабря 1793 года при Висамбуре. 19 июня 1794 года определён в 74-ю полубригаду линейной пехоты, а 6 марта 1796 года – в 109-ю линейную. С 1798 по 1799 годы служил в Гельветической армии, в 1800-1801 годах – в Рейнской армии, участвовал в сражениях при Эттлингене, Штранце, Фельдкирхе, Райхенау, Сен-Готарде, Мёскирхе, Меммингене и Нёрдлингене. 24 сентября 1803 года зачислен в 21-й полк линейной пехоты.
21 июня 1804 года в Полиньи женился на Клодине Перро (фр. Claudine Françoise Perraud; 1770–), от которой имел троих детей: дочь Мадлен (фр. Madelaine Rome), дочь Бернардина (фр. Bernardine Rome) и сын Антуан (фр. Antoine Rome).
В составе дивизии Гюдена, которая была частью 3-го армейского корпуса маршала Даву Великой Армии принимал участие в кампаниях 1805-07 годов. Был ранен в сражениях 14 октября 1806 года при Ауэрштедте и 26 декабря 1806 года при Пултуске. Отличился при Эйлау, и 1 марта 1807 года был произведён в командиры батальона.
В 1808 году был прикомандирован к 3-му армейскому корпусу маршала Монсея Армии Испании, участвовал в осадах Валенсии и Сарагосы. 7 апреля 1809 года произведён в майоры 21-го линейного и был отозван в расположение Армии Германии. Сражался при Экмюле, Регенсбурге, Эсслинге, Пресбурге и Ваграме.
15 апреля 1811 года произведён Императором в полковники, и назначен командиром 7-го полка лёгкой пехоты. В ходе Русской кампании 1812 года состоял в 3-й пехотной дивизии генерала Гюдена 1-го корпуса маршала Даву Великой Армии. Сражался при Смоленске, отличился при Валутиной Горе, был ранен при Бородино, был при Малоярославце и Березине.
4 августа 1813 года произведён в бригадные генералы. 5 августа 1813 года возглавил 1-ю бригаду 50-й пехотной дивизии генерала Тьебо в 13-м корпусе Даву. Затем, был переведён в 3-ю дивизию Луазона в том же корпусе. Принимал участие в обороне Гамбурга и возвратился во Францию только после передачи крепости союзникам в конце мая 1814 года.
При первой Реставрации занимал с 16 августа 1814 года пост инспектора жандармерии восточных департаментов. Во время «Ста дней» присоединился к Императору и 31 марта 1815 года возглавил 1-ю бригаду 12-й пехотной дивизии Пешё 4-го армейского корпуса генерала Жерара Северной армии. Участвовал в Бельгийской кампании. Во время битвы при Линьи 16 июня его бригада находилась на передовой, атакуя деревню Линьи. Был при Вавре и Намюре. 25 июня 1815 года взял на себя командование 12-й дивизией, и руководил обороной моста Вожирар. После второй Реставрации оставался с 1 августа 1815 года без служебного назначения. 2 августа 1820 года получил должность королевского лейтенанта в Кале. 29 августа 1821 года – та же должность в Страсбурге. Умер 11 июля 1826 года в Нанси в возрасте 52 лет.

## Воинские звания
- Младший лейтенант (25 августа 1792 года);
- Капитан штаба (15 августа 1793 года);
- Командир батальона (1 марта 1807 года);
- Майор (7 апреля 1809 года);
- Полковник (15 апреля 1811 года);
- Бригадный генерал (4 августа 1813 года).

## Титулы
- Шевалье Империи (фр. chevalier de l’Empire; патент подтверждён 14 августа 1813 года)[2].

## Награды
Легионер ордена Почётного легиона (14 марта 1806 года)
 Офицер ордена Почётного легиона (18 июня 1812 года)
 Коммандан ордена Почётного легиона (11 октября 1812 года)
 Кавалер военного ордена Святого Людовика (13 августа 1814 года)